# Castell de Camarles
El Castell de Camarles, o la Torre de Camarles, és un antic castell al poble de Camarles (Baix Ebre). Actualment en queda una massissa torre circular de pedra, bastida sobre una antiga alqueria islàmica fortificada de tipus defensiu, restaurada recentment, i que avui en dia s'ha adaptat per a ser visitada amb la construcció d'un mirador des d'on es pot admirar una gran panoràmica.

## Torre
La torre de planta circular té un diàmetre interior d'uns 3 metres, el mur té un gruix d'1,70 metres i fa 9 metres d'alçada. Té a la part baixa un talús, d'uns 2,5 metres d'alçada, que rodeja tota la torre excepte on és la porta. La porta està situada a uns 3 metres del terra i actualment es pot accedir per una escala metàl·lica; està rematada per un arc de mig punt fet en una pedra monolítica.
La cambra interior està coberta per una falsa cúpula amb un orifici situat al punt central per on s'accedeix al nivell superior, actualment una terrassa. A la cambra hi ha dues finestres rectangulars. Al voltant de la torre hi ha les restes de murs, d'un pou i d'uns arcs.

## Història
El 1150, Ramon Berenguer IV va donar el castell de Camarles a Guillem de Sunyer. L'any 1322 es torna a mencionar, quan el rei Jaume II el Just atorgà el lloc a Pere Ramon, de Mataró.